# Hainrode, Nordhausen
Hainrode là một đô thị ở huyện Nordhausen, trong bang Thüringen, Đức. Đô thị Hainrode, Nordhausen có diện tích 8,76 km².